# باول هوفمان (موجه قوارب)
باول هوفمان (بالإنجليزية: Paul Hoffman)‏ هو موجه قوارب ‏ أمريكي، ولد في 21 أبريل 1946 في نيويورك في الولايات المتحدة.

## وصلات خارجية
- بول هوفمان على موقع الاتحاد الدولي للتجديف (الإنجليزية)
- بول هوفمان على موقع اللجنة الأولمبية الدولية (الإنجليزية)
- بول هوفمان على موقع أوليمبيديا (الإنجليزية)